# Northfield (Maine)
Northfield ist eine Town im Washington County des Bundesstaates Maine in den Vereinigten Staaten. Im Jahr 2020 lebten dort 178 Einwohner in 228 Haushalten (in den Vereinigten Staaten werden auch Ferienwohnungen als Haushalte gezählt) auf einer Fläche von 118,73 km².

## Geographie
Nach dem United States Census Bureau hat Northfield eine Gesamtfläche von 118,73 km², von der 112,87 km² Land sind und 5,85 km² aus Gewässern bestehen.

### Geographische Lage
Northfield liegt im Süden des Washington Countys. Im östlichen Teil der Town liegt der Bog Lake, nördlich von diesem der Long Lake. Im Südwesten grenzt der Peaked Mountain Pond an. Der Machias River durchfließt die Town in südliche Richtung und mündet in den Atlantischen Ozean. Die Oberfläche ist leicht hügelig, ohne nennenswerte Erhebungen.

### Nachbargemeinden
Alle Entfernungen sind als Luftlinien zwischen den offiziellen Koordinaten der Orte aus der Volkszählung 2010 angegeben.
- Norden: Wesley, 10,4 km
- Osten: East Central Washington, Unorganized Territory, 23,2 km
- Südosten: East Machias, 17,1 km und Marshfield, 13,7 km
- Süden: Whitneyville, 9,5 km
- Westen: North Washington, Unorganized Territory, 40,6 km

sowie das Passamaquoddy Trust Land

### Stadtgliederung
In Northfield gibt es mehrere Siedlungsgebiete: Mattimo Place, Northfield, Rivers End und Smith Landing.

### Klima
Die mittlere Durchschnittstemperatur in Northfield liegt zwischen −7,8 °C (18 °F) im Januar und 18,3 °C (65 °F) im Juli. Damit ist der Ort gegenüber dem langjährigen Mittel der USA um etwa 9 Grad kühler. Die Schneefälle zwischen Oktober und Mai liegen mit bis zu zweieinhalb Metern mehr als doppelt so hoch wie die mittlere Schneehöhe in den USA; die tägliche Sonnenscheindauer liegt am unteren Rand des Wertespektrums der USA.

## Geschichte
Vermessen wurde das Gebiet als Township No. 24 Eastern Division Bingham's Penobscot Purchase (T24 ED BPP).
Northfield wurde am 21. März 1838 als eigenständige Town organisiert. Teile von Centerville wurden im Jahr 1915 hinzugenommen.
Die Bewohner des Gebietes nutzten die natürlichen Gegebenheiten. Seen, Felder und Wälder sorgten für den Lebensunterhalt. Zu den Hauptkulturen gehören heute Blaubeeren. Zwischen 1930 und 1950 befand sich am Bog Lake ein Sägewerk. In der Town gibt es keine Industrie.

### Einwohnerentwicklung
| Volkszählungsergebnisse – Town of Northfield, Maine | Volkszählungsergebnisse – Town of Northfield, Maine | Volkszählungsergebnisse – Town of Northfield, Maine | Volkszählungsergebnisse – Town of Northfield, Maine | Volkszählungsergebnisse – Town of Northfield, Maine | Volkszählungsergebnisse – Town of Northfield, Maine | Volkszählungsergebnisse – Town of Northfield, Maine | Volkszählungsergebnisse – Town of Northfield, Maine | Volkszählungsergebnisse – Town of Northfield, Maine | Volkszählungsergebnisse – Town of Northfield, Maine | Volkszählungsergebnisse – Town of Northfield, Maine |
| Jahr                                                | 1800                                                | 1810                                                | 1820                                                | 1830                                                | 1840                                                | 1850                                                | 1860                                                | 1870                                                | 1880                                                | 1890                                                |
| --------------------------------------------------- | --------------------------------------------------- | --------------------------------------------------- | --------------------------------------------------- | --------------------------------------------------- | --------------------------------------------------- | --------------------------------------------------- | --------------------------------------------------- | --------------------------------------------------- | --------------------------------------------------- | --------------------------------------------------- |
| Einwohner                                           |                                                     |                                                     |                                                     |                                                     | 232                                                 | 246                                                 | 262                                                 | 190                                                 | 193                                                 | 143                                                 |
| Jahr                                                | 1900                                                | 1910                                                | 1920                                                | 1930                                                | 1940                                                | 1950                                                | 1960                                                | 1970                                                | 1980                                                | 1990                                                |
| Einwohner                                           | 126                                                 | 81                                                  | 83                                                  | 73                                                  | 57                                                  | 75                                                  | 79                                                  | 57                                                  | 88                                                  | 99                                                  |
| Jahr                                                | 2000                                                | 2010                                                | 2020                                                | 2030                                                | 2040                                                | 2050                                                | 2060                                                | 2070                                                | 2080                                                | 2090                                                |
| Einwohner                                           | 131                                                 | 148                                                 | 178                                                 |                                                     |                                                     |                                                     |                                                     |                                                     |                                                     |                                                     |

## Wirtschaft und Infrastruktur

### Verkehr
Die Maine State Route 192, verläuft in nordsüdliche Richtung durch die Town und verbindet sie mit Machias.

### Öffentliche Einrichtungen
Es gibt keine medizinischen Einrichtungen in Northfield. Nächstgelegene befinden sich im benachbarten Machias.
Northfield besitzt keine eigene Bücherei, die Porter Memorial Library in Machias sowie die East Machias Public Library sind die nächstgelegenen Büchereien für die Bewohner des Gebietes.

### Bildung
Northfield gehört mit Cutler, East Machias, Jonesboro, Machias, Machiasport, Marshfield, Roque Bluffs, Wesley, Whiting und Whitneyville zum Schulbezirk AOS 96.
Im Schulbezirk werden folgende Schulen angeboten:
- Bay Ridge Elementary School in Cutler, mit Schulklassen von Kindergarten bis zum 8. Schuljahr
- Elm Street School in East Machias, mit Schulklassen von Pre-Kindergarten bis zum 8. Schuljahr
- Jonesboro Elementary School in Jonesboro, mit Schulklassen von Pre-Kindergarten bis zum 8. Schuljahr
- Rose M. Gaffney School in Machias, mit Schulklassen von Pre-Kindergarten bis zum 8. Schuljahr
- Fort O’Brien School in Machiasport, mit Schulklassen von Pre-Kindergarten bis zum 8. Schuljahr
- Wesley Elementary School in Wesley, mit Schulklassen von Kindergarten bis zum 8. Schuljahr
- Whiting Village School in Whiting, mit Schulklassen von Kindergarten bis zum 8. Schuljahr
- Machias Memorial High School in Machias, mit Schulklassen vom 9. bis zum 12. Schuljahr

Zudem befindet sich in Machias die Washington Academy, eine private vorbereitende High School. Die Akademie wurde 1792 gegründet und hat Internats- und Tagesschüler.
Die University of Maine hat mit der University of Maine at Machias einen Standort in Machias.